# Засоби праці
За́соби пра́ці — речі або їх комплекс, за допомогою яких людина виробляє життєві блага, тобто це інструменти і обладнання, машини і устаткування, земля і дороги, виробничі будівлі і споруди.
До засобів праці належать знаряддя. Засоби праці, за винятком малоцінних та швидкозношуваних предметів, називають основними засобами.
Основні засоби праці класифікують за такими ознаками:
1. за функціональним призначенням:
  - виробничі (будівлі цеху, транспорт);
  - невиробничі.
2. за речовим характером:
  - інвентарні;
  - неінвентарні.
3. за використанням:
  - діючі;
  - недіючі;
  - запасні.
4. за галузями економічної діяльності:
  - промисловість;
  - сільське господарство;
  - будівництво;
  - транспорт.
5. за виробничою роллю в процесі виробництва:
  - активні;
  - пасивні.
6. за належністю:
  - власні;
  - орендовані.